# Neoathyreus interruptus
Neoathyreus interruptus es una especie de coleóptero de la familia Geotrupidae.

## Distribución geográfica
Habita en El Salvador y México.